# ELNA 6 Bauform Krauss
Die normalspurigen Tenderlokomotiven ELNA 6 Bauform Krauss waren Dampflokomotiven für den schweren Güterzugbetrieb und wurden von Krauß ab 1922 für verschiedene Privatbahnen gebaut. Die Lokomotiven waren eine Fertigungsvariante von ELNA 6 und die ersten nach dem ELNA-Programm gefertigten Maschinen. Alle sieben bekannten Lokomotiven wurden nach dem Zweiten Weltkrieg von der Deutschen Reichsbahn übernommen und als 92 6476–6479, 6488–6489 und 6587 bezeichnet. Die Lokomotiven waren bis 1971 in Betrieb. Es ist keine Lokomotive erhalten geblieben.

## Geschichte

### Privatbahnen
Die Loks waren die ersten nach den Vorgaben der ELNA hergestellten Lokomotiven und 1922 in vorerst vier Exemplaren für Lenz & Co. hergestellt worden. Die Lokomotiven wurden zuerst an die Halle-Hettstedter Eisenbahn-Gesellschaft vermietet und ausführlich getestet. 1923 gingen sie in das Eigentum der HHE über. Da sie sich im Betriebseinsatz sehr gut bewährten, wurden 1930 drei gleiche Exemplare vom selben Hersteller gefertigt und an weitere Bahnen von Lenz & Co. übergeben.  Die Übersicht ist aus der Tabelle ersichtlich.
| Baujahr | Hersteller-Nr. | geliefert an                                 | 1. Bahnnr. | 2. Bahnnr. | später bei | Nr. ab 1939 | DR-Betriebsnr. | Ausmusterung |
| ------- | -------------- | -------------------------------------------- | ---------- | ---------- | ---------- | ----------- | -------------- | ------------ |
| 1922    | 8058–8061      | Halle-Hettstedter Eisenbahn                  | 101–104    | 181–184    | –          | 181–184     | 92 6476–6479   | bis 1971     |
| 1930    | 9490 und 9492  | Liegnitz-Rawitscher Eisenbahn                | 182–183    | –          | HHE, ASNE  | unbekannt   | 92 6488–6489   | ab 1965      |
| 1930    | 8491           | Nauendorf-Gerlebogker Eisenbahn-Gesellschaft | 101        | 181        | unbekannt  | unbekannt   | 92 6587        | ab 1965      |

Die Lokomotiven der HHE waren außer auf der genannten Bahnstrecke auch auf der Hafenbahn Halle eingesetzt. Sie waren für den Dienst auf den steigungsreichen Strecken mit ihrem kleinen Kuppelraddurchmesser gut geeignet und besaßen auch einen entsprechenden Bogenlauf. Von den Lokomotiven der HHE ist bekannt, dass eine im Jahr 1939 in einen schweren Unfall verwickelt war. Dabei stürzte eine Maschine vom Bahndamm und blieb auf einer Werkbahn aufgerichtet stehen. Im Jahr 1944 entgleiste eine Lok der Baureihe zwischen Cöllme und Fienstedt, bei diesem Unfall wurden 40 Menschen verletzt.
Gegen Ende des Krieges waren die beiden Lokomotiven der Liegnitz-Rawitscher Eisenbahn nach Westen ausgelagert worden, sie kamen daraufhin zu der HHE und der Bahnstrecke Aschersleben–Nienhagen. Es ist nicht belegt, ob die Lokomotiven hier eingesetzt oder lediglich abgestellt waren.

### Deutsche Reichsbahn – 92 6476-6479, 6488-6489, 6587
1949 kamen alle sieben Lokomotiven in den Bestand der Deutschen Reichsbahn und wurden als 92 6476–6479, 6488–6489, 6587 bezeichnet. Es ist nicht genau nachvollziehbar, warum die letzte Lokomotive in die Gattung der Loks für 15 t Achslast eingestuft wurde. Die Lokomotiven waren nach 1945 ausschließlich im Raum der Reichsbahndirektion Halle eingesetzt. Im Lokbahnhof Halle-Klaustor waren aber nur die Lokomotiven stationiert, die auch vor dem Zweiten Weltkrieg hier Dienst taten. Während dieser Zeit wurden die Loks auch von der VES-M Halle untersucht.
Als die Verkehrsleistungen der Bahnstrecke in den 1950er Jahren wieder anstiegen, reichten die ELNA-Lokomotiven nicht mehr aus. Die Lokomotiven der Baureihe 94, die dem Charakter der Bahnstrecke mit den Steigungen bei Fienstedt und Gerbstedt besser gewachsen waren, verursachten Oberbauschäden. Erst die Baureihe 86 war den Strecken vollauf gewachsen. Durch die Lieferung von Diesellokomotiven wurden die Lokomotiven der Bauform Krauss überflüssig. 1965 begannen ihre Ausmusterungen, die bis 1971 abgeschlossen waren.

## Konstruktion
Die Krauss-Variante der ELNA 6 war äußerlich durch einen zusätzlichen seitlichen Wasserkasten, der aber nicht die Steuerung verstellte, von der Grundvariante zu unterscheiden. Auch an den Kesselaufbauten ließen sich Lokomotiven der Bauart Krauss erkennen.  In der Länge waren sie etwas größer als die Normalvariante. Der Kessel war geringfügig länger und die Rohrlänge war etwas größer ausgeführt. Ansonsten stimmten die technischen Daten mit denen der Grundvariante im Wesentlichen überein. Die Lokomotiven besaßen auch einen zwischen dem Dampf- und dem Sanddom liegenden Speisedom, nur war er als flache, dem Langkessel kaum überragende Haube ausgebildet.
Das Führerhaus war etwas flacher ausgeführt als bei der Normalvariante. Die Frontfenster glichen denen bayrischer Lokalbahnlokomotiven und waren mit Blendschirmen ausgeführt. Die Ursache für die etwas andere Architektur der Maschinen hat den Grund, dass der Hersteller beim Bau noch viele Vorrichtungen und Werkzeuge von Lokomotiven früherer Fertigungen verwendete, wodurch die Fertigungskosten wesentlich rentabler wurden. Weitere Unterschiede zu der Normalvariante ergab sich bei den Krauss-Maschinen bei der Zylinderverkleidung, der Umläufe und der Wassereinläufe. Der Schornstein war etwas länger und schlanker ausgeführt, die Luftpumpe war am Stehkessel auf der rechten Seite angeordnet.
Die Deutsche Reichsbahn rüstete alle Lokomotiven mit elektrischer Beleuchtung aus und versah den Kohlenkasten mit einem großen Aufsatz für die Braunkohlenfeuerung.